# 阜矿集团

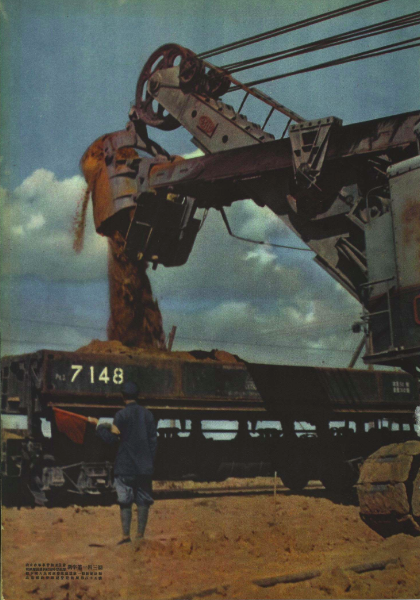
1952年阜新煤矿

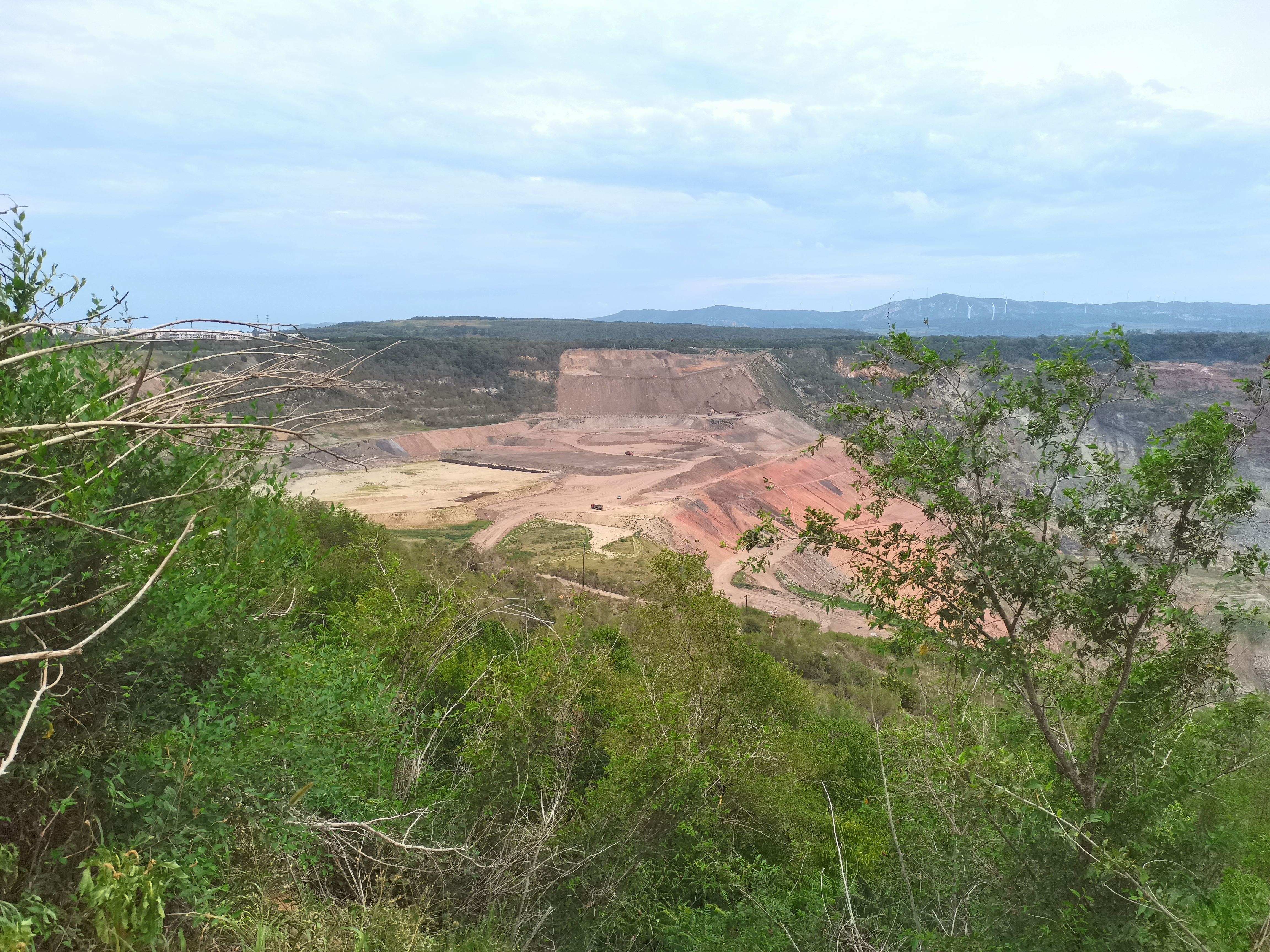
海州露天矿矿坑

阜矿集团是阜新市的支柱企业，国有特大型重点企业。
本地煤矿基本已进入开采末期，2005年，下属的“一五”时期全国156个重点工程项目之一的海州露天煤矿闭坑破产。

## 历史
阜新矿区地处辽宁西北部。60年累计生产煤炭6.8亿吨，上缴税费40亿元。现有煤炭地质储量20亿吨以上，员工43880人，38个国有二级单位和1个集体企业性质的多种经营总公司。二级单位中包括本地的9个生产煤矿，4个工厂及地面生产经营和事业单位，外地的包括内蒙古白音华海海州露天有限公司、本溪彩屯煤矿有限公司和包头宝源煤焦有限公司，及阜新金山煤矸石热电有限公司，吉林桦甸弘发能源有限公司2个参股企业。
2004年，国家划拨给阜新矿务局的内蒙古白音华四号露天矿位于内蒙古锡林郭勒盟西乌珠穆沁旗白音华镇, 该矿地表南北走向7.17公里，东西倾向平均宽3.35公里，勘探面积24.98平方公里，共有煤层12层，最大开采深度330米，其中主采煤层平均厚度25.62米，占总储量72%。该矿煤质为褐煤，资源量为10.4亿吨。一期工程为露天开采，年产500万吨，2006年5月开工，于2010年建成，是白音华金山坑口电厂(2×60万kW)的配套供煤项目。二期转入井工开采，设计生产能力为年产500万吨。总体规划确定2 400万t/a。